# Wolski Murek
Wolski Murek – skała na wzgórzu Sowiniec w Lesie Wolskim w Krakowie.
Wolski Murek znajduje się w parowie Zielony Dół na północno-wschodnim stoku Sowińca, w Woli Justowskiej (obecnie Dzielnica VII Zwierzyniec). Do obrzeży Lasu Wolskiego dochodzi tutaj ulice Zielony Dół. Wolski Murek znajduje się w lesie, około 180 m od jego obrzeża. Prowadzą do niego znaki Krakowskiego Szlaku Wspinaczkowego.
Jest to zbudowana z twardych wapieni skalistych skałka o wysokości około 10 m. Została przygotowana do wspinaczki skalnej przez fundację WSPINKA dzięki finansowemu wsparciu Rady Miasta. Na skale wytyczono 43 drogi wspinaczkowe o trudności od II do VI.4+ w skali polskiej. Większość z nich ma zamontowane stałe punkty asekuracyjne w postaci ringów (r) i stanowisk zjazdowych (stz). Tylko na 4 drogach (lub tylko fragmentach dróg) wspinaczka tradycyjna (trad). Są też dwa projekty.
W Wolskim Murku znajduje się Jaskinia w Zielonym Dole.

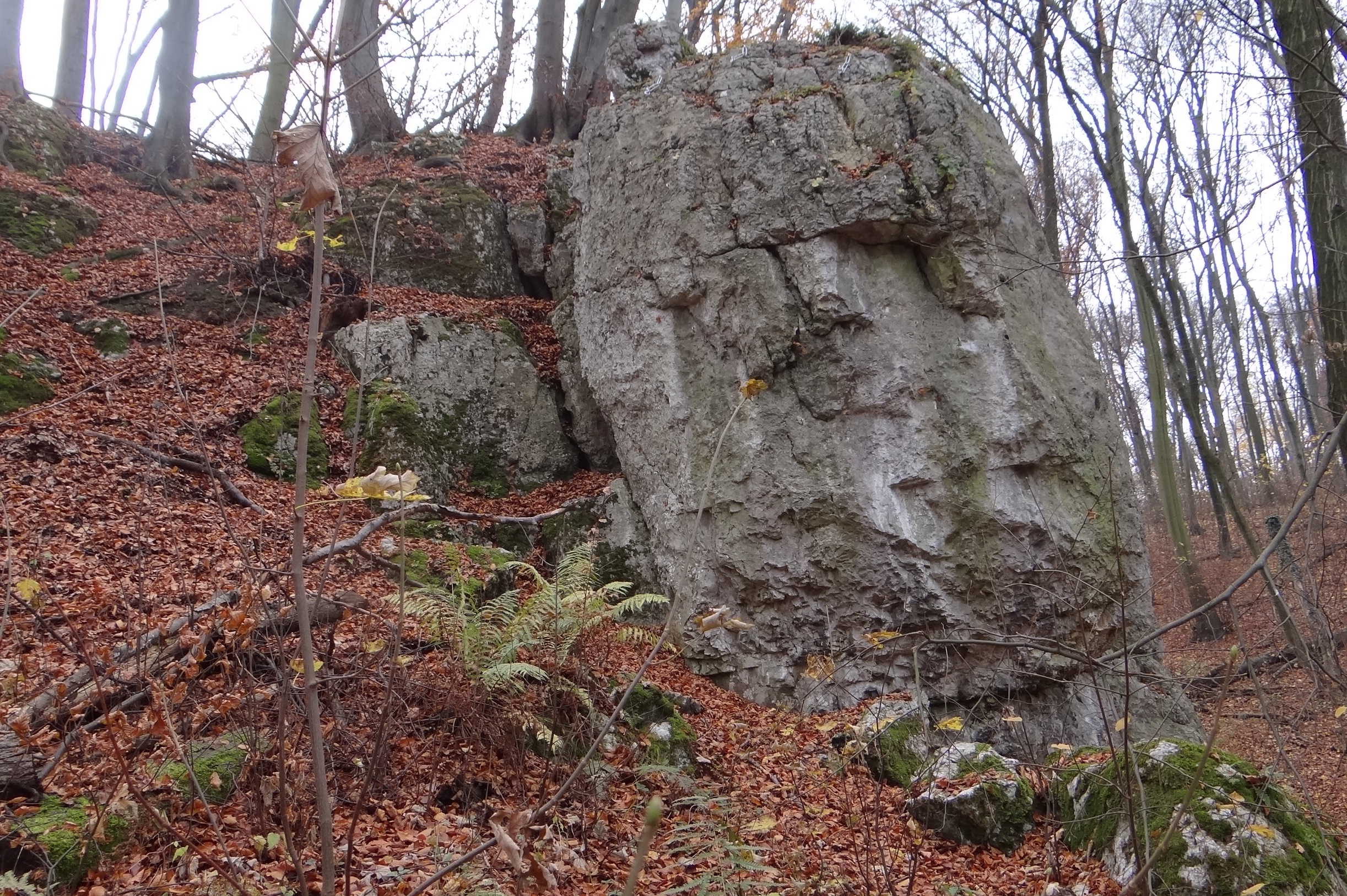
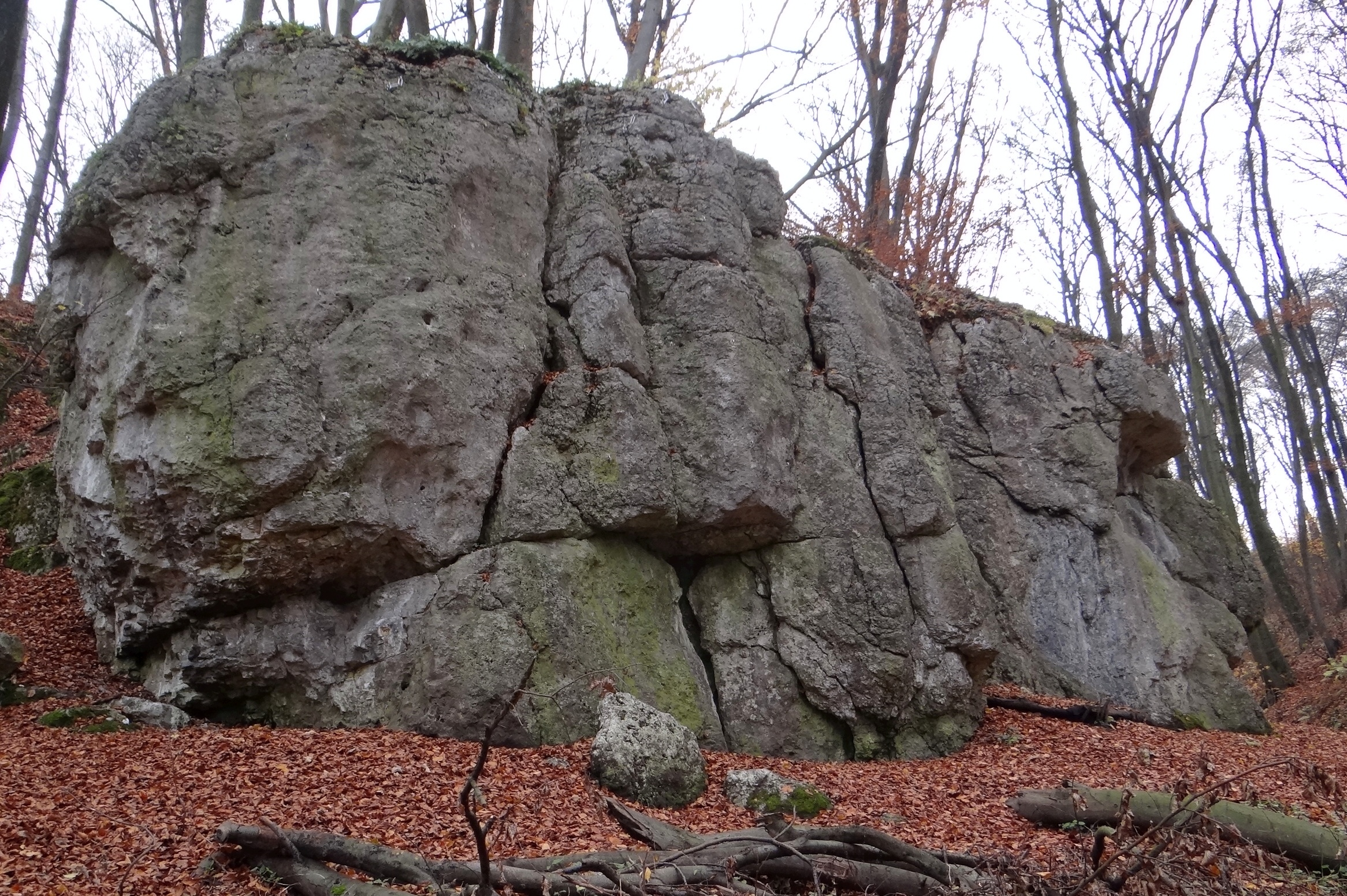
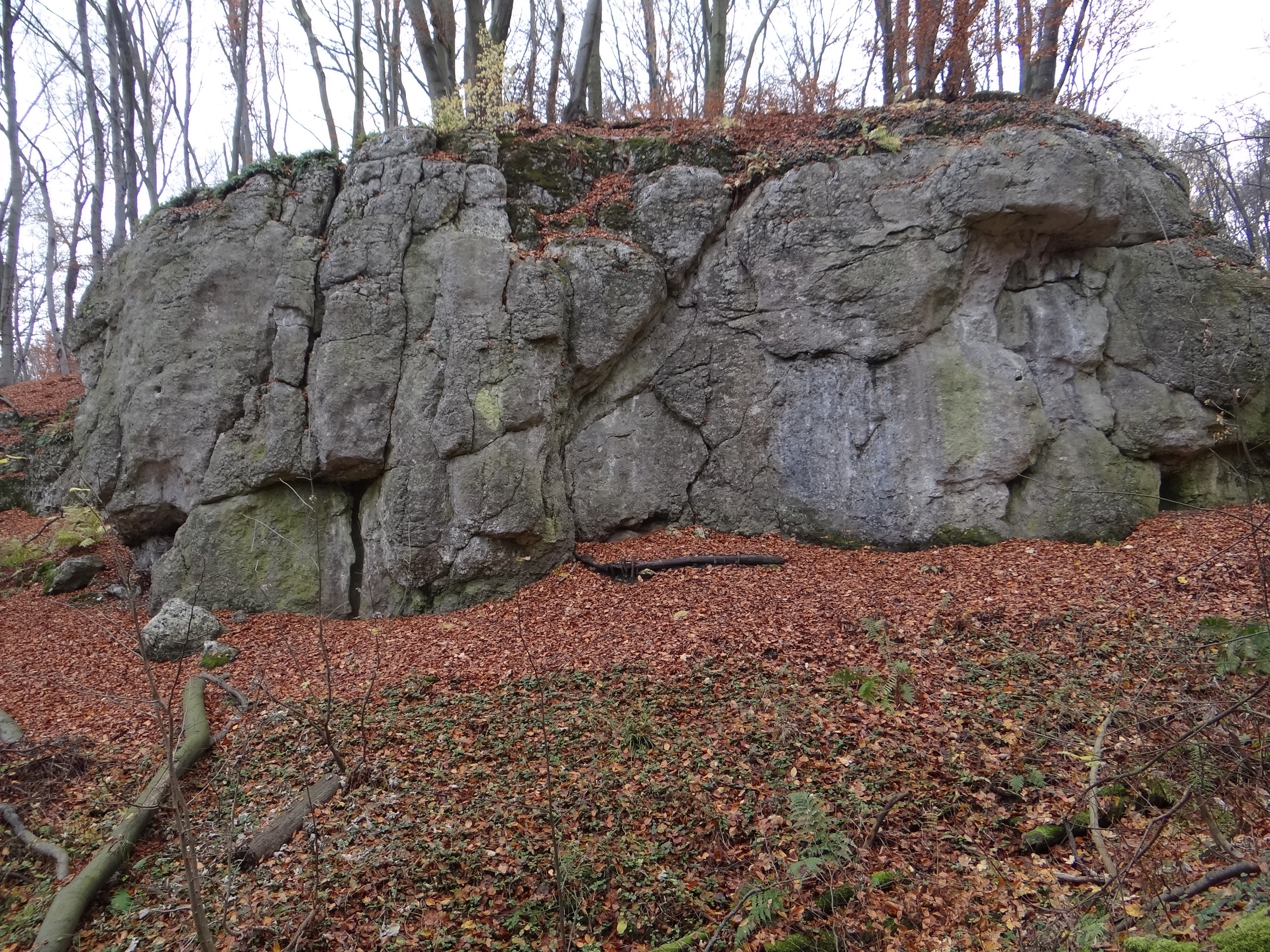
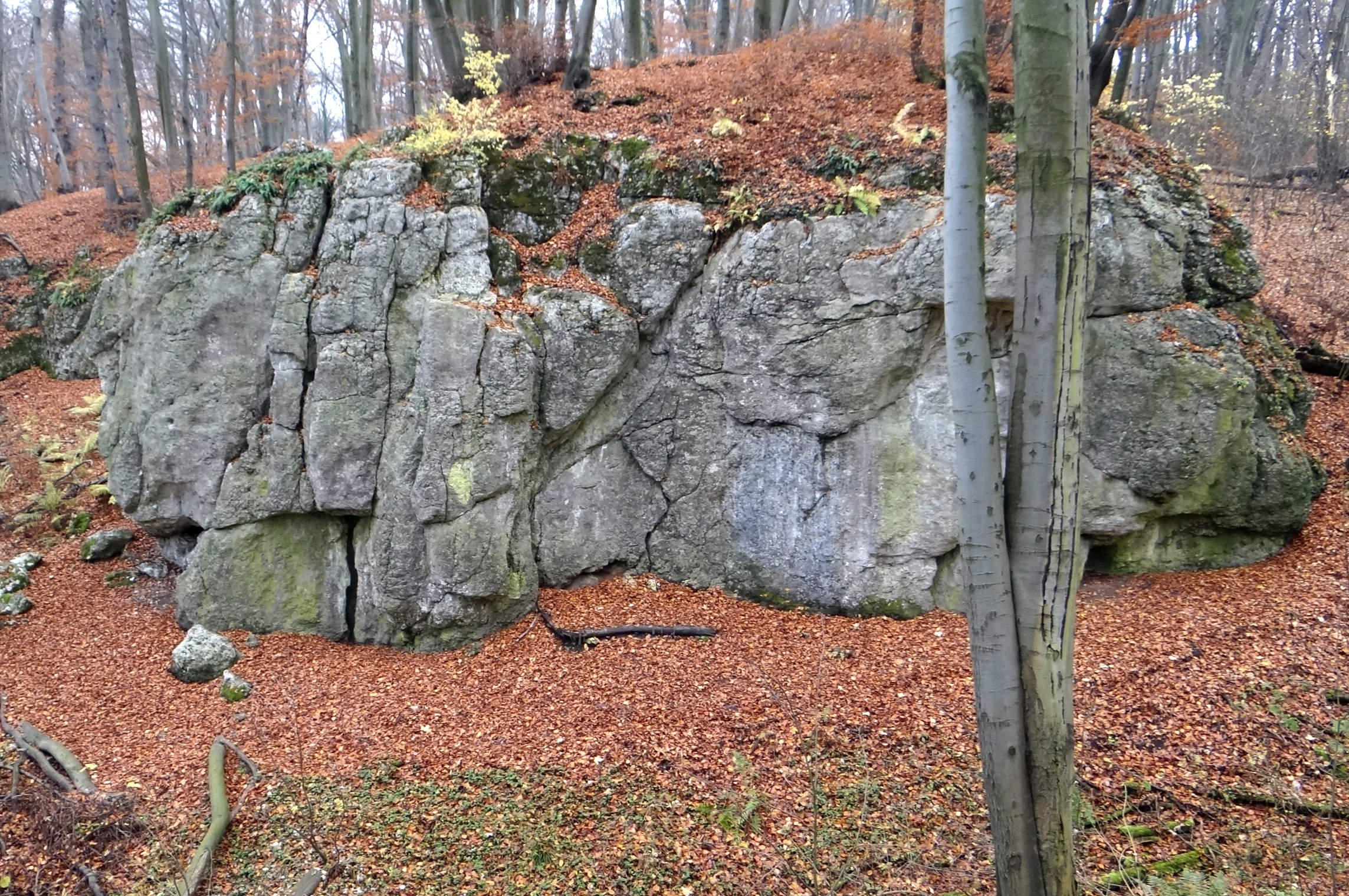

## Drogi wspinaczkowe
1. Wstępne zaciątko; II- (trad)
2. Mała gimnastyka; V- (2r + stz)
3. Gimnastyka korekcyjna; VI ogr. (2r + stz)
4. Anonimowy melancholik; V+ (2r + stz)
5. Gilgamech; VI- (3r + stz)
6. Mechabharata; VI+/1 (3r + stz)
7. Super mechabharata; VI.2 ogr. (3r + stz)
8. Elekancik; VI.4+ ogr. (3r + stz)
9. Eledzilla; VI.4/4+ (3r + stz)
10. Mechagodzilla; VI (3r + stz)
11. Wolski mecharadża; VI (3r + stz)
12. Lewe zielone zacięcie; II+ (3r + stz)
13. Prawe zielone zacięcie; II (3r + stz)
14. Obejście mecharadży; IV+ (3r + stz)
15. Zielony konik; III+ ogr. (1r + trad + stz)
16. Prawe zielone zacięcie wprost; IV+ (3r + stz)
17. Mszana Dolna; VI.2+ ogr. (3r + stz)
18. Lewy wieniowy dilferek; IV+ (3r + stz)
19. Wieniowe międzydilfrze; IV- (3r + stz)
20. Prawy wieniowy dilferek; III+ (3r + stz)
21. Wolski filarek wprost; IV (trad + stz)
22. Wolski filarek; III (trad + stz)
23. Zwieńczenie; III (3r + stz)
24. Wieniowa diagonala; III+ (4r + stz)
25. Okapsik; IV+ (3r + stz)
26. Wolska rampka; IV- (3r + stz)
27. Wolska ścianka; III (3r + stz)
28. Mrok o krok; V (3r + stz)
29. Trawerstyta; VI.1+/2 (4r + stz)
30. Trawerstacja; VI.2 (5r + stz)
31. Projekt
32. Wśród mrocznej ciszy; VI.1+ (3r + stz)
33. Projekt
34. Mech będzie pochwalony; VI.1 (3r + stz)
35. Obejście Mszany Górnej; IV+ (3r + stz)
36. Mszana Górna; VI.1 (4r + stz)
37. Wolski pikuś; VI+ (3r + stz)
38. Obejście wolskiego pikusia; IV (3r + stz)
39. Justowski pikuś; VI+/1ogr. (3r + stz)
40. Justowska rysa; IV- (3r + stz)
41. Do utraty mchu; IV+ (2r + stz)
42. Mechintosz; V+ (2r + stz)
43. Mechiavellizm; VI.1/1+ogr. (2r + stz)
44. Monachomechia; VI- (3r + stz)
45. Mechamor; II+ (3r + stz)[1].